# Martin Kupka

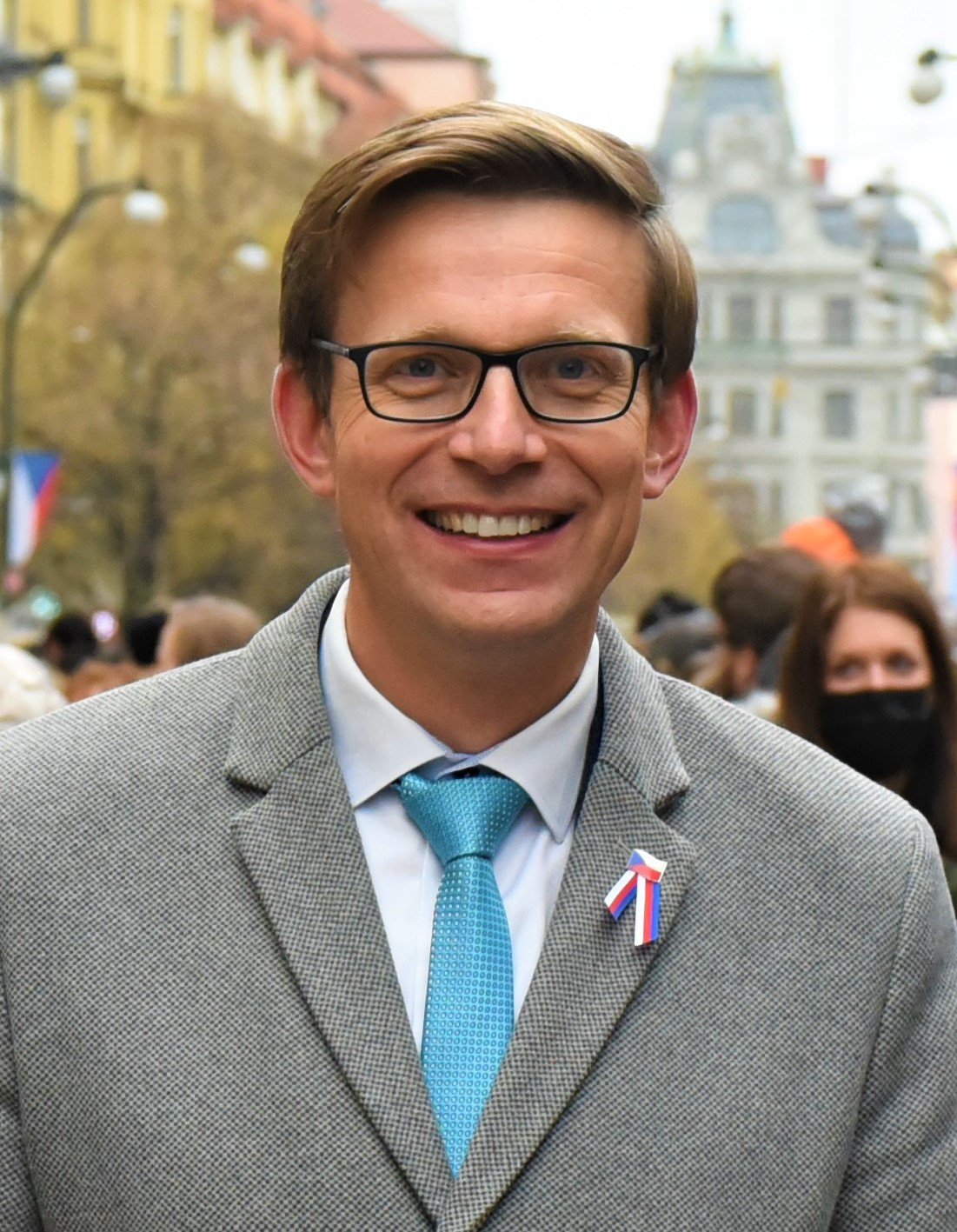
Martin Kupka (2021)

Martin Kupka (* 28. Oktober 1975 in Jilemnice) ist ein tschechischer Journalist und Politiker der Partei ODS. Seit dem 17. Dezember 2021 ist er Verkehrsminister Tschechiens.

## Leben
Kupka studierte von 1994 bis 2001 Journalismus an der Karls-Universität in Prag, mit Schwerpunkt auf Massenkommunikation. Während des Studiums war er beim Tschechischen Rundfunk tätig. Kupka arbeitete als Pressesprecher, zunächst von 2000 bis 2002 beim Prager Magistrat, dann von 2004 bis 2008 beim Středočeský kraj und ab 2009 bei der Regierung.
Von 2010 bis 2021 war Kupka Bürgermeister von Líbeznice. Seit der Abgeordnetenhauswahl in Tschechien 2017 ist er Mitglied des Abgeordnetenhaus des Parlaments der Tschechischen Republik.
Nach der Abgeordnetenhauswahl in Tschechien 2021 wurde er im November 2021 als Nachfolger Karel Havlíčeks für den Posten des Verkehrsministers in der Regierung Petr Fiala vorgeschlagen und am 17. Dezember 2021 vereidigt.